# لويس أنايا
لويس ألونسو أنايا ميرينو (بالإسبانية: Luis Anaya)‏ (مواليد 19 مايو 1981 في سان خوسيه غوايابال) لاعب كرة قدم سلفادوري دولي يجيد اللعب في خط الدفاع . يلعب حاليا لصالح نادي أليانزا السلفادوري منذ 2008 .

## روابط خارجية
- لويس أنايا على موقع الاتحاد الدولي (مؤرشف)  (الإنجليزية)
- لويس أنايا على موقع قاعدة بيانات كرة القدم.إي يو (الإنجليزية)
- لويس أنايا على موقع ناشيونال فوتبول تيمز (الإنجليزية)